# Kumi
Kumi (korejsky:구미) je město v Jižní Koreji v provincii Severní Kjongsang. Nachází se na řece Nakdong v půli cesty mezi Tegu a Kimčchonem. Je to průmyslové centrum Jižní Koreje a továrny tu má např. Samsung Electronics nebo LG. Primární průmyslová odvětví jsou elektronika, textil, vlákna, gumové, plastové a kovové výrobky. 1772 společností zde zaměstnává více než 80 000 zaměstnanců. V roce 2009 firmy působící ve městě vyvezly největší množství zboží v zemi a v letech 2000 až 2009 toto množství tvořilo 96,9 % přebytku obchodní bilance Jižní Koreje.
Ve městě se narodil bývalý prezident a diktátor Pak Čong-hui.

## Dějiny
V období tří království bylo Kumi na území Silly. První buddhistický chrám v Sille - chrám Dori - byl postaven právě zde. Později se stalo rodištěm diktátora Pak Čong-huie a není náhodou, že jeho vláda vybrala Kumi jako místo velkého průmyslového rozvoje. V jeho rodném domě se dnes nachází muzeum.
Město se díky investicím od vlády rozrostlo z malého městečka na velké průmyslové město. Nahrává mu také dopravní dostupnost a poloha v industrializovaném regionu Jongnam.

## Partnerská města
- Biškek, Kyrgyzstán (14. srpen 1991)

- Čchang-ša, Čína (23. červen 1997)

- Čong-li, Tchaj-wan (6. listopad 1989)
- Eindhoven, Nizozemsko (17. listopad 2003)
- Mexicali, Mexiko (19. listopad 1998)
- Ócu, Japonsko (12. duben 1990)

- Šen-jang, Čína (23. červen 1997)